# 성실로
성실로(Seongsin-ro)는 대한민국 경상북도 포항시 북구 장성동 일부, 연결하는 도로이다.

## 노선 경로
- 삼거리 명칭 미상
  - 학전로
- 삼거리 명칭 미상
  - 새천년대로